# Algemeen Syndicaat van Reizigers, Bedienden, Handelaars en Patroons
Het Algemeen Syndicaat van Reizigers, Bedienden, Handelaars en Patroons, in het Frans Syndicat Général des Voyageurs, Employés, Négociants et Patrons (SGVENP), was een Belgische katholieke belangenvereniging. 

## Historiek
De organisatie werd opgericht op 27 juni 1891 onder de naam Algemeen Syndicaat van Reizigers, Bedienden en Patroons (Frans: Syndicat Général des Voyageurs, Employés et Patrons) als reactie op enerzijds het groeiende aantal liberale verenigingen voor handelsreizigers en bedienden en anderzijds als reactie op de neutrale middenstandsorganisatie Fédération des Anti-coöperateurs.
Initiatiefnemers van de lokale afdelingen waren veelal werkgevers en advocaten. Hoewel de organisatie zich in de eerste plaats richtte op bedienden, telde de organisatie ook tal van middenstanders in haar rangen. In 1898 werd bijgevolg de naam gewijzigd in 'Algemeen Syndicaat van Reizigers, Bedienden, Handelaars en Patroons' en in 1899 de statuten herzien.
Nadat in 1912 priester Isidoor Lambrechts door aartsbisschop Désiré-Joseph Mercier werd vrijgesteld voor de oprichting van het Bestendig Secretariaat van de Belgische Middenstand werd de organisatie geleidelijk ontmanteld. Zo werd de bediendenwerking omstreeks 1912 ondergebracht in het Nationaal Syndicaat voor de Bedienden van België (NSBB, Frans: Syndicat National des Employés de Belgique - SNEB). Voor de Vlaamse middenstanders werd na de Eerste Wereldoorlog de Christelijke Landsbond van de Belgische Middenstand (CLBM) opgericht met vanaf 1923 als Waalse zusterorganisatie de Alliance Nationale des Classes Moyennes. 

## Structuur
Secretaris was Antoine Dalle en ondervoorzitter Amand Casier de ter Beken. Vanaf 1912 versterkt door Isidoor Lambrechts als bestendig secretaris.
Aan de vooravond van de Eerste Wereldoorlog telde de organisatie 30 afdelingen met ca. 6460 leden.